# Cleora suffusa
Cleora suffusa là một loài bướm đêm trong họ Geometridae.